# Va arribar fins al final
Va arribar fins al final (títol original en anglès: He Ran All the Way) és una pel·lícula estatunidenca dirigida per John Berry, estrenada el 1951. Ha estat doblada al català.

## Argument[2]
En un atracament comès per Al Molin i Nick Robey, aquest s'espanta i mata un policia. Acorralat, Nick es refugia en una piscina on troba Peg Dobbs que el sedueix i l'acompanya a casa dels seus pares. Al, detingut, denuncia el seu còmplice que es decideix llavors a prendre la família Dobbs com a ostatge...

## Comentari
Aquesta pel·lícula està situada sota el segell del maccarthisme: El director John Berry, els guionistes Dalton Trumbo i Hugo Butler, els actors John Garfield i Selena Royle, són llavors apuntats en la "llista negra" dels artistes que es pensava que tenien simpaties comunistes. Les conseqüències en seran diverses: John Berry (l'ajudant del director, Emmett Emerson, és als crèdits en el seu lloc en l'estrena de Va arribar fins al final ) roda allà la seva última pel·lícula dels Estats Units, abans de provar una nova carrera a França (realitzant-hi sobretot Don Juan, amb Fernandel, estrenada el 1956); Dalton Trumbo - un dels Deu de Hollywood - i Hugo Butler (Als crèdits com "Guy Endore") es van exiliar un temps a Mèxic;
Selena Royle només participarà en tres altres pel·lícules, l'última el 1955; pel que fa a John Garfield, roda allà la seva última pel·lícula i mor el 1952 d'una crisi cardíaca, té 39 anys, prematurament desgastat pels incessants atacs del qual és víctima.

## Repartiment
- John Garfield: Nick Robey
- Shelley Winters: Peg Dobbs
- Wallace Ford: Mr Dobbs
- Selena Royle: Sra. Dobbs
- Norman Lloyd: Al Molin
- Bobby Hyatt: Tommy Dobbs
- Gladys George: Sra. Robey
- Clancy Cooper: Stan
- Vicki Raaf: Marge
- Robert Karnes: El tinent de policia

I, entre els actors que no surten als crèdits:
- Keith Hetherington: El capità de policia
- Lucille Sewall: Sra. Mardsen